# 上呼吸道感染
上呼吸道感染（醫學上簡稱URTI或URI），是指發生在上呼吸道的急性感染，位置可以在鼻腔、鼻竇、咽頭和喉嚨。
上呼吸道感染包括普通感冒、流行性感冒、鼻咽炎、扁桃腺炎及喉炎等。感染的病原體是以病毒為主，且會合併不同的症狀，較常見的是流鼻水、鼻塞、咳嗽、喉嚨痛，乃至全身症狀，如倦怠、全身酸痛、頭痛或發燒等。
流行性感冒的病徵與上呼吸道感染近似，但是治療方法不同，所以要把兩者好好區分。流行性感冒是由病毒感染引起；而上呼吸道感染的感染原因可以是病毒、細菌或真菌。

## 病徵
上呼吸道感染的病徵通常會持續7-10日，大多在1-2週內逐漸痊癒，但也有可能要更長時間康復。
上呼吸道感染病徵包括：
- 咳嗽
- 流鼻水
- 喉痛
- 發燒
- 肌痛
- 头痛

## 治療
- 治療通常會包括使用鎮痛藥對頭痛、喉嚨痛、肌肉疼痛予以症狀治療[1]。對於平時久坐少動的病患，中等程度的運動或活動可能不會改變疾病整體的嚴重度和病程[2]。未有隨機臨床試驗證明增加液體攝取的益處[3]。

## 外部連結
- The Flu and Cold: Tips on Prevention and Feeling Better
- 上呼吸道感染自我照顧手冊